# جون لويد ستيفنز
جون لويد ستيفنز (بالإنجليزية: John Lloyd Stephens)‏ (و. 1805 – 1852 م) هو مستكشف، وكاتب، وعالم آثار، وعالم إنسان، ودبلوماسي أمريكي، توفي في نيويورك، عن عمر يناهز 47 عاماً، بسبب مرض الكبد.

## التعليم
تعلم في جامعة كولومبيا.

## روابط خارجية
- جون لويد ستيفنز على موقع الموسوعة البريطانية (الإنجليزية)
- جون لويد ستيفنز على موقع إن إن دي بي (الإنجليزية)